# Hume Highway

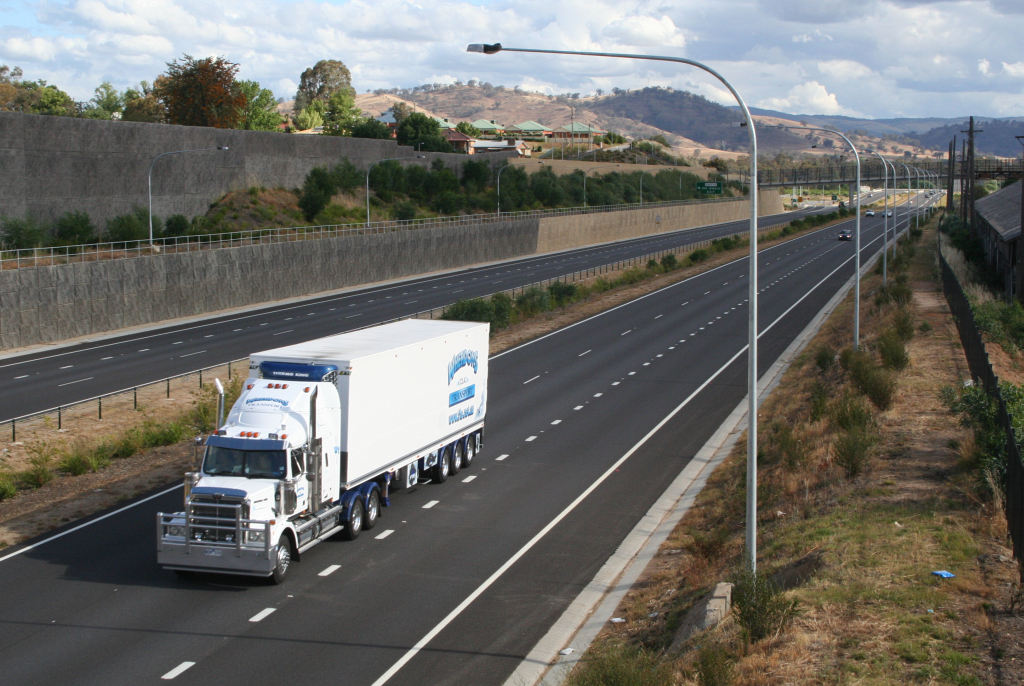

O Hume Highway é uma das principais estradas inter-cidades da Austrália, perfazendo 880 km entre Sydney e Melbourne. Faz parte da National Highway e é um elo vital para o transporte rodoviário de mercadorias entre as duas cidades, assim como serve a Albury-Wodonga e Canberra.